# Kaplica św. Filipa i św. Jakuba w San Ġwann
Kaplica Świętych Apostołów Filipa i Jakuba Mniejszego (malt. Il-Knisja ta’ San Filippu u San Ġakbu, ang. St Philip and St James the Less Chapel), znana jako il-kappella tal-Prepostu – rzymskokatolicka kaplica w przysiółku Tal-Balal, będącym administracyjnie częścią miejscowości San Ġwann na Malcie. Budynek znajduje się przy Triq tal-Prepostu, drodze łączącej San Ġwann z Naxxar.

## Historia
18 października 1732 rektor kolegiaty św. Heleny w Birkirkarze ks. Ġużepp Gaspare Vassallo notarialnie przyrzekł zbudować kaplicę w dolinie Wied Għomor, i przeznaczył z jego własnej parceli leżącej w pobliżu kościoła św. Rocha w Birkirkarze, kwotę dziewięciu skudów rocznie na jej utrzymanie. Zastrzegł on jednak, że kaplica nie może podlegać archiprezbiterowi bazyliki, lecz jedynie rektorowi kolegiaty i jego następcom.
Budowa kaplicy ukończona została w 1733. Z racji podległości rektorowi (malt. prepostu) kolegiaty, znana była jako tal-Prepostu, z czasem i dolina, w której kaplica została zbudowana, zaczęła być nazywana Wied tal-Prepostu (Dolina Rektora).
Świątynia otrzymała wezwanie Świętych Apostołów Filipa i Jakuba Mniejszego oraz Dusz Czyśćcowych. Miał służyć posłudze duchowej ludzi mieszkających w wiejskim terenie tax-Xwieki (ta Xeuchi) oraz przysiółka tal-Balal.

Fundator zaopatrzył świątynię we wszystkie potrzebne sprzęty liturgiczne, a nawet relikwie świętych patronów. W kaplicy znajdował się w ołtarzu obraz, przedstawiający obu patronów, opisany jako „artystyczny, tak pod względem tematycznym, jak i technicznym”, bardzo zbliżony do prac osiemnastowiecznego malarza Ġannikola Buhagiara.
W 1965 w San Ġwann została ustanowiona samodzielna parafia, i niedługo potem kaplica Świętych Apostołów Filipa i Jakuba znalazła się w jej granicach.

## Architektura

### Wygląd zewnętrzny
Fasada kaplicy jest ładna, z centralnym położonymi drzwiami, z prostymi pilastrami po bokach, na których wspiera się niewielki gzyms. Po prawej stronie drzwi wmurowana inskrypcja NON GODE L'IMMUNITA ECCLESIAS.[TICA] (nie daje azylu kościelnego).

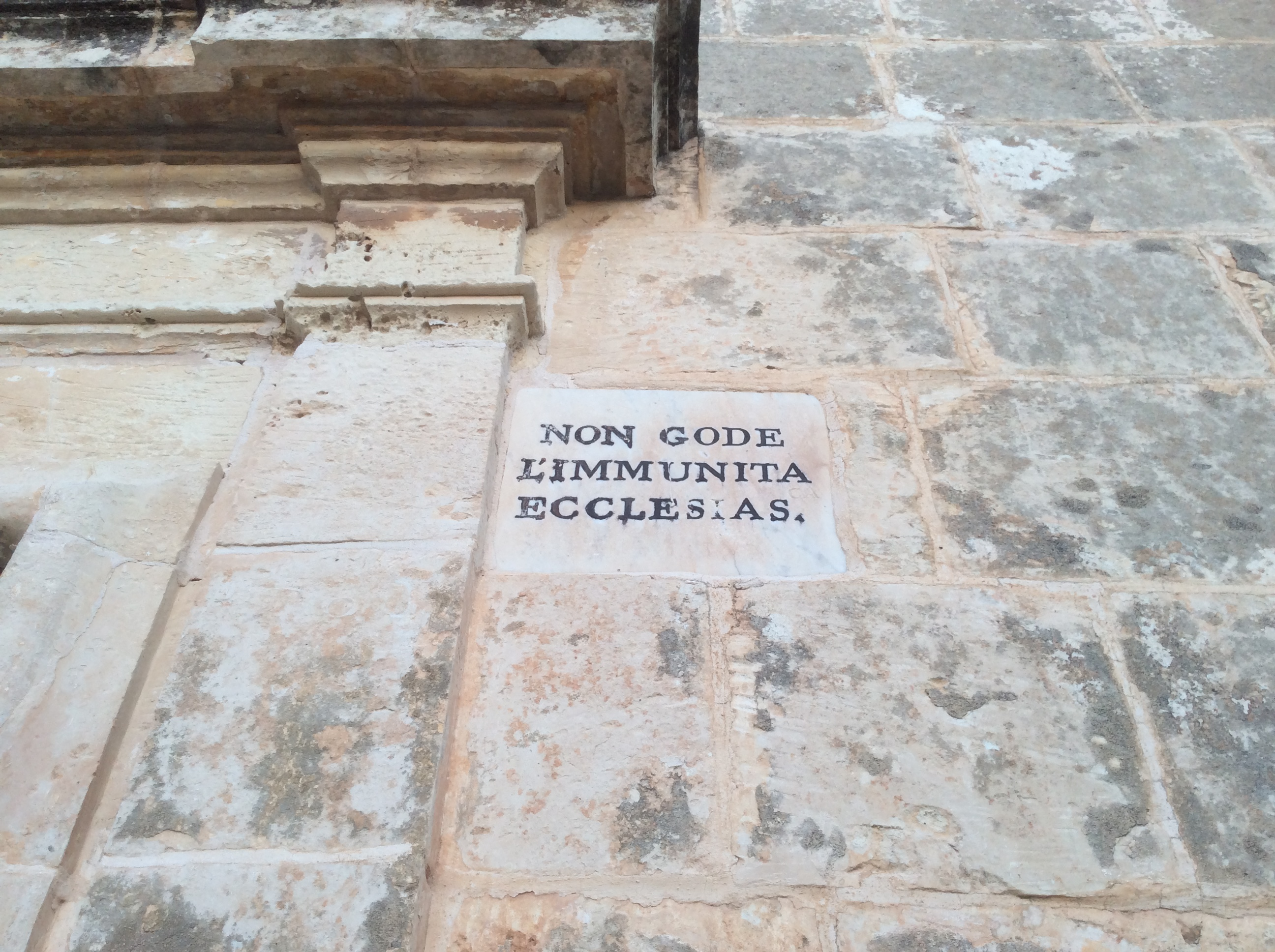
„NON GODE L'IMMUNITA ESSLESIAS.”

 Ponad nimi kwadratowe okno, jedyne naturalne źródło światła w kaplicy. Fasada okolona jest dwoma niewymuślnymi pilastrami; całość wieńczy niezdobiony gzyms. Wyższy poziom ograniczają dwa prostokątne słupki z ozdobnym elementem w kształcie kropli. Pomiędzy nimi dzwonnica typu bell-cot ze spływami wolutowymi. Na jej szczycie kamienny krzyż. Po bokach prosta forma przypory, z dachu wystają kamienne rynny do odprowadzania wody opadowej.
 

### Wnętrze
Wewnątrz kaplica ma kształt prostokąta, z kolebkowym sklepieniem oraz podłogą z płyt kamiennych. Na granicy sklepienia i ścian biegnie wokół prosty gzyms. 
Jedyny ołtarz znajduje się w płytkiej apsydzie. Obraz tytularny nad nim wiszący jest kopią oryginalnego, który znajduje się w miejscowym kościele parafialnym. Malowidło przedstawia obu świętych patronów kościoła, apostołów Filipa i Jakuba Mniejszego, koronowanych przez anioły. U stóp świętych dusze czyśćcowe proszące o modlitwę.

## Kaplica dziś
Budynek przez długi czas był wykorzystywany jako magazyn. W roku 2000 został odrestaurowany i ozdobiony przyzwoitym placem z przodu fasady. Trzy razy do roku odprawiane są tam msze święte dla stowarzyszenia absolwentów Lyceum, okazjonalnie urządzane są wystawy sztuk pięknych.

## Ochrona dziedzictwa kulturowego
Budynek kaplicy umieszczony został 27 sierpnia 2012 na liście National Inventory of the Cultural Property of the Maltese Islands pod nr. 00784.  